# التاريخ المضاد

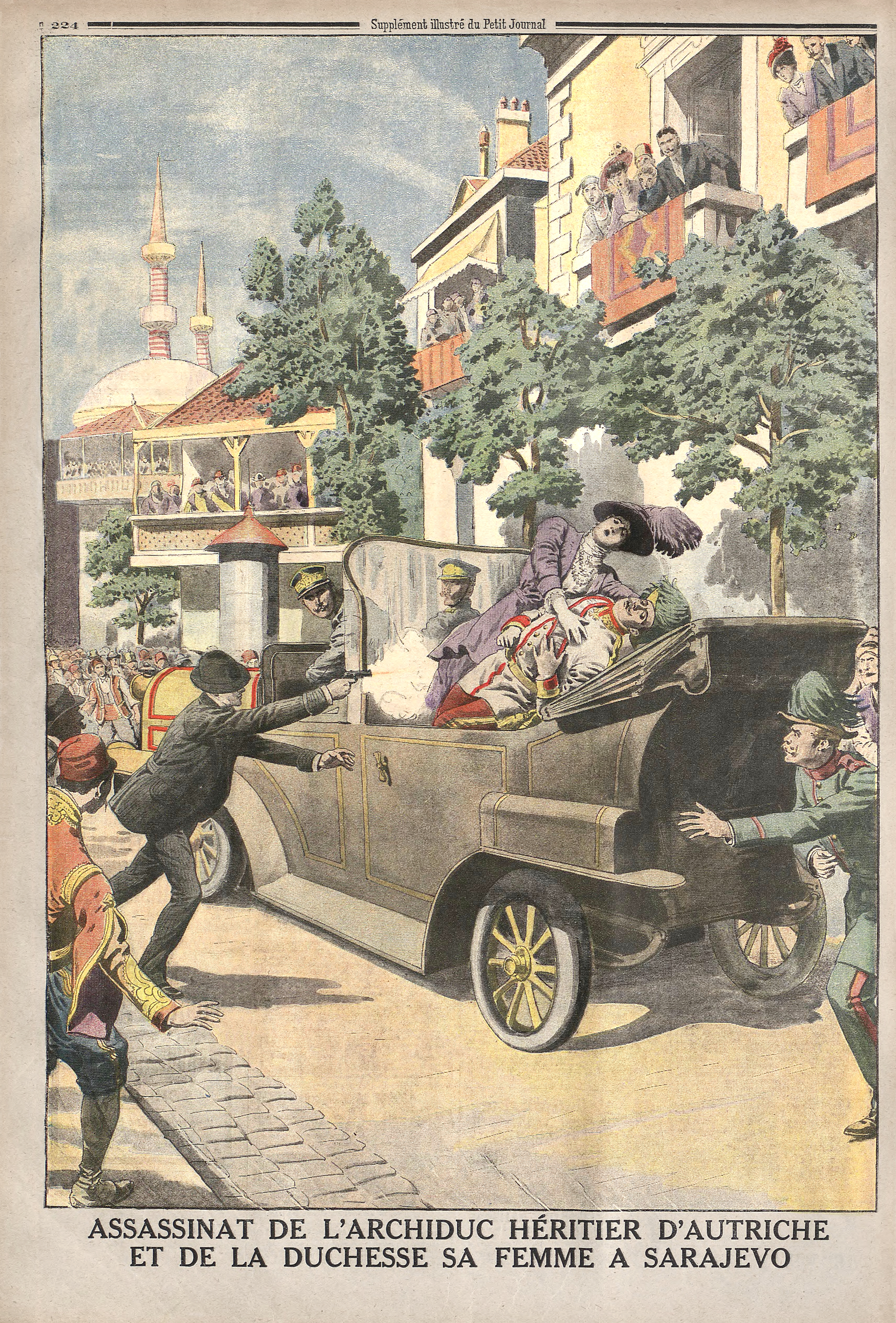

إذا حدث خلاف ذلك ((ردمك 028397821X)) هو 1931 مجموعة من المقالات بواسطة J. C. سكوير ونشرها لونجمان. كل مقال في جمع يمكن اعتبار التاريخ البديل أو التاريخ المضاد بضعة كتب من قبل كبار المؤرخين من فترة واحد من قبل ونستون تشرشل.

## المقالات
الطبعة الأصلية وتضمنت المقالات التالية:
- ومن الأمثلة المبكرة على ذلك، إذا كان قد حدث خلاف ذلك (1931) والذي يتميز بمساهمة من وينستون تشرشل الذي درس ما كان سيحدث لو فاز روبرت لي في معركة جيتيسبيرغ.[2] على الرغم من أن هذا المجلد يبرز في عرض المؤرخين الجادين تاريخًا متخيلًا، إلا أنه يتم تقديم التواريخ في شكل سردي (في معظم الحالات بنبرة غريب الأطوار إلى حد ما) دون أي تحليل للأسباب الكامنة وراء هذه السيناريوهات، لذا فهي لا ترقى إلى مستوى المعايير الحديثة للواقع المضاد الخطير. التاريخ وأقرب إلى هذا النوع من التاريخ البديل الخيالي.
- يجادل بعض العلماء أن الواقعية ليست مسألة ما حدث في الماضي بقدر ما هي مسألة خلاف حول أهم الأحداث الماضية. على سبيل المثال، يستخدم William Thompson سلسلة من المعلومات المضادة لثمانية من الاقتصاديات الرائدة التي قادت عمليات العولمة منذ ما يقرب من ألف عام. من سلالة سونغ في الصين إلى جنوة، والبندقية، والبرتغال، وهولندا، وبريطانيا، والولايات المتحدة، وتزعم أن كل ممثل في الخلافة لعب دوراً حاسماً بشكل غير معتاد في خلق هيكل القيادة الذي أصبح عالميًا بشكل متزايد عبر الزمن.[3]